# 张学阳
张学阳（1962年—），汉族，中华人民共和国
担任精伦电子股份有限公司董事长兼总裁。
因其无德无能，其治下的精伦电子年年转型年年败、募集资金被挥霍一空、精伦投资者亏损巨大、张学阳因此被福布斯多年评为A股上市公司最差CEO，在中国臭名远扬！